# Charly Keita
Charly Keita (* 16. Juni 1999 in Yopougon) ist ein ivorisch-französischer Fußballspieler.

## Karriere
Keita begann seine fußballerische Karriere beim FC Pau, wo er bis 2019 ausschließlich in der Jugend spielte. In der Saison 2019/20 kam er bereits zu fünf Toren in neun Einsätzen für das Zweitteam in der National 3. Am 11. Dezember 2021 (18. Spieltag) wurde er bei einer 1:2-Niederlage gegen die US Quevilly eingewechselt und schoss bei seinem Profidebüt in der Ligue 2 direkt sein erstes Tor für Paus erste Mannschaft.
Nach einem weiteren Einsatz dort wechselte er im Januar 2022 in die dritte Liga zum CS Sedan. Dort war er bis zum Ende der Spielzeit 2021/22 Stammspieler und kam in 17 Einsätzen zu drei Toren. In der Hinrunde der Folgesaison 2022/23 spielte er elfmal.
Ende Januar 2023, nach etwas über einem Jahr bei Sedan wechselte er zum Erstligisten Clermont Foot. Für den Rest der Spielzeit wurde er jedoch an den Schweizer Drittligisten FC Biel-Bienne verliehen. Dort kam er in dem halben Jahr auf 14 Einsätze und vier Tore.
In der Saison 2023/24 gehörte er zunächst wieder zum Kader von Clermont Foot, kam aber zu keinem Einsatz. Anfang August 2023 wechselte er zum belgischen Zweitligisten K Beerschot VA, bei dem er einen Vertrag mit einer Laufzeit von zwei Jahren mit einer Verlängerungsoption unterschrieb.